# Bolívar Films
Bolívar Films és una empresa cinematogràfica Veneçolana, amb seu a Caracas, amb més de 60 anys fent diverses produccions i postproduccions de comercials, documentals, curtmetratges, llargmetratges, audiovisuals i programes per a televisió.
La va fundar el cineasta Luis Guillermo Villegas Blanco el 14 d'octubre de 1940, el qual va portar-hi els millors tècnics, artistes, directors, fotògrafs europeus i dels diferents països llatinoamericans on ja es feia cinema amb molt èxit, amb el somni de crear un petit Hollywood a Veneçuela.
Bolívar Films va aconseguir realitzar llargmetratges de molt alta qualitat i va obtenir, entre altres guardons, el primer premi de fotografia en el Festival de Cannes de 1951 per La balandra Isabel llegó esta tarde.
Paral·lelament, es van produir documentals i noticiaris. El Noticiari Bolivar Films s'ha anat produint ininterrompudament des de l'any 1946 i fins avui es projecta a totes les sales de cinema veneçolanes.
Bolívar Films es va introduir més tard en el procés de producció de comercials i aconseguí innombrables premis al llarg dels anys. Entre la seva col·lecció hi ha arxius que daten des de 1918.
El març de 2009 abona la iniciativa de la crear l'Escola Nacional de Cinema al Districte Metropolità de Caracas. Al novembre de 2009 va llançar sincabletv, un canal de televisió en línia centrat en l'entreteniment.